# Pasirloa
Pasirloa is een bestuurslaag in het regentschap Pandeglang van de provincie Banten, Indonesië. Pasirloa telt 1645 inwoners (volkstelling 2010).